# Steinbruch Zuckerberg
Der Steinbruch Zuckerberg ist ein aufgelassener Steinbruch westlich von Ennepetal. Er liegt südlich der B7 und der Bahnstrecke Köln–Dortmund (Bergisch-Märkische Eisenbahn). Der Zuckerberg ist eine Erhebung mit einer Höhe von 288 m NN.
Es stehen Gesteine der Honsel-Formation aus dem oberen Mitteldevon (Givetium) vor etwa 385 Millionen Jahren an. Der Kalkstein enthält Stromatoporen sowie rugose und tabulate Korallen. In den Sand- und Tonsteinen fanden sich verschiedene Muscheln (Bivalvia), Armfüßer (Brachiopoden), Schnecken (Gastropoden), Kopffüßer (Cephalopoden), Ringelwürmer (Anneliden), Seelilien-Stielglieder (Crinoiden), Tentakuliten, Muschelkrebse (Ostrakoden), Hyolithiden, Moostierchen (Bryozoen) sowie Trilobiten (darunter die Art Dechenella burmeisteri). Holzkohle, die aus Feuersetzungen verblieben ist, datiert auf das 13. Jahrhundert.
2003 ging der Steinbruch in den Besitz des Arbeitskreises Kluterthöhle über, der ihn schrittweise saniert.